# 幡文通
幡文 通（はたのあや の とおる）は、飛鳥時代の貴族。姓は造。位階は従五位下。

## 出自
幡文氏は、幡に文様を描く職掌に勤めた氏族で、『新撰姓氏録』「左京諸蕃」によると、大崗忌寸と同祖とされる。大崗忌寸の元の旧氏姓は倭画師で、幡文氏も同じく画工を職能とする氏族であったとみられる。『姓氏録』には、続けて魏の文帝の後裔の安貴公の後とする。元々は無姓。天平17年（745年）9月23日の優婆塞貢進文に右京八条三坊戸主、少初位上の幡文広足の名があり、その戸口の幡文広隅が優婆塞として貢進されていることが見える。

## 経歴
『続日本紀』巻第三の慶雲元年（704年）8月の記事に、「遣新羅使従五位上波多朝臣広足ら、新羅より至る」とあり、同年10月、遣唐使の粟田朝臣真人らが、帰国後初めて天皇に拝朝したのと同日に、
とある。ほどなくして「造」を賜姓される。
翌年5月、新羅より帰国。後任の遣新羅使、美努連浄麻呂が任命されたのは、その翌年の8月であった。慶雲4年（707年）2月、功績により従五位下を授けられた。